# Hoplolabis longior
Hoplolabis longior là một loài ruồi trong họ Limoniidae. Chúng phân bố ở miền Cổ bắc.